# Oppidum de Manching
L'oppidum celte de Manching (Haute-Bavière) était la capitale de la tribu des Vendéliques. Il fut fondé au IIIe siècle av. J.-C. et occupé jusqu'en -50 ou -30 av. J.-C.. Il connut son apogée dans la seconde moitié du IIe siècle av. J.-C., occupant une superficie de 380 hectares protégée par un rempart de 7,2 km de longueur, accueillant une population estimée entre 5 000 et 10 000 habitants. Il est ainsi l'un des centres urbains les plus importants au nord des Alpes, tant par sa superficie que par sa démographie.

## Topographie
Cet oppidum occupait une position stratégique au croisement de deux routes commerciales orientées nord-sud et est-ouest. Second avantage : la rivière Paar se jetait autrefois à cet endroit dans le Danube, ce qui offrait donc un atout considérable pour le commerce fluvial longue distance. Un port avait été aménagé au nord-est de l'oppidum dans un bras délaissé du Danube. Manching est le plus important centre commercial et économique de l'époque de La Tène découvert à ce jour au nord des Alpes.
La construction de la cité respecta un plan préétabli. Des axes à angle droit orientés selon les points cardinaux découpaient des parcelles fermées sur des cours. On en est toujours réduit aux conjectures quant à l'interprétation de ce plan en parcelles rectangulaires. Il peut renvoyer à une organisation en fermes autarciques, qui rappellent les exploitations autonomes du premier âge du fer ; cette organisation spatiale typiquement campagnarde n'est pas confirmée par les fouilles les plus récentes. Il paraît aujourd'hui plus probable que ce découpage rectangulaire fasse écho à une spécialisation des secteurs économiques (agriculture, artisanat et culte). Les fouilles de l'« Altenfeld », partie centrale de l'oppidum, confirment cette hypothèse, car on y a exhumé un quartier entièrement consacré à l'artisanat.
On peut assurer l'existence d'un temple au centre du site, dont la construction doit remonter à la fondation de la cité. Ce vieux sanctuaire a été actif entre le IVe siècle av. J.-C. et le IIe ou Ier siècle av. J.-C.. Des offrandes constituées d'armes, de harnachements de chevaux et de couverts, un espace pavé, ainsi qu'un grand nombre d'ossements d'enfants et de nouveau-nés trouvés à cet endroit témoignent de la fonction cultuelle du lieu.
Le long du decumanus (axe est-ouest), reliant la porte orientale à une hypothétique porte ouest, se trouvaient de petites huttes, que les fouilles semblent désigner comme des boutiques d'artisans. Une voie identique devait relier la porte sud au nord du bourg.
La densité de la population était variable d'un endroit à l'autre du site. Le noyau (le quartier central) était formé d'une plaine alluviale relativement sèche entre la porte est et la présumée porte ouest. La densité d'occupation diminue à mesure que l'on se rapproche des remparts. On ne voit même aucune trace d'habitation sur une zone extérieure, large de 500 m, raccordée aux remparts. Ces surfaces étaient certainement réservées à la culture et à la pâture.
En ce qui concerne l'habitat, on a retrouvé des maisons à meneaux de plain pied de 40 m² à 100 m² de surface, comportant une ou plusieurs pièces. On a également mis au jour quelques maisons à colombages. Des maisons en longueur, des maisons semi-enterrées, des greniers sur pilotis, des caves à provisions, des ateliers et des puits complètent le tableau. Plusieurs relevés mettent en évidence des mesures calibrées sur le demi-pied gaulois (soit 15,45 cm). L'archéologue Schubert a découvert une baguette portant plusieurs anneaux en bronze régulièrement espacés de cette longueur, et l'a interprétée comme un étalon de mesure.
Un trait remarquable de cette capitale celte est la grande variété de clefs et de serrures qu'on y a retrouvées. Ces gens possédaient de toute évidence des biens qu'il leur importait de protéger : une telle densité d'habitat chez une population rurale devait susciter un sentiment d'insécurité accru. On utilisait des serrures à targette et des clefs à crochet pour les portes de maison et de ville, des serrures à pêne vertical pour les portes plus petites, enfin des serrures à ressort pour fermer les caisses et des coffres.

### Alimentation
Plusieurs indices montrent que l'on pratiquait l'agriculture à l'intérieur de l'enceinte même. Il devait même y avoir des plantations dans les quartiers d'habitation. L'oppidum, à son apogée, dépendait pourtant certainement de la région alentour pour sa subsistance. L'orge et l'épeautre étaient les cultures dominantes. On trouvait aussi du millet, de l'engrain, de l'avoine, du blé dur et du seigle. On consommait aussi d'autres graines, comme les lentilles, les fèves, le pavot, les noisettes et toutes sortes de fruits.
Le nombre d'ossements d'animaux témoigne d'un élevage intensif ; il est même possible que Manching ait été le siège d'un marché aux bestiaux dont le rayonnement dépassait la région. On vendait surtout des porcs et des bœufs (également utilisés comme animaux de trait), mais aussi des moutons (pour la laine) et des chèvres (pour le lait et le fromage). La volaille ne jouait pratiquement aucun rôle. Les chevaux et les chiens étaient présents dans l'alimentation, mais ne faisaient pas l'objet d'un élevage particulier.
La proximité de ruisseaux et de rivières laisse supposer qu'on pratiquait la pêche, ce qui n'a pu toutefois être prouvé par les vestiges archéologiques que très récemment. On y a retrouvé les traces d'une sauce à base de poisson de recette méditerranéenne (du garum).

### Économie

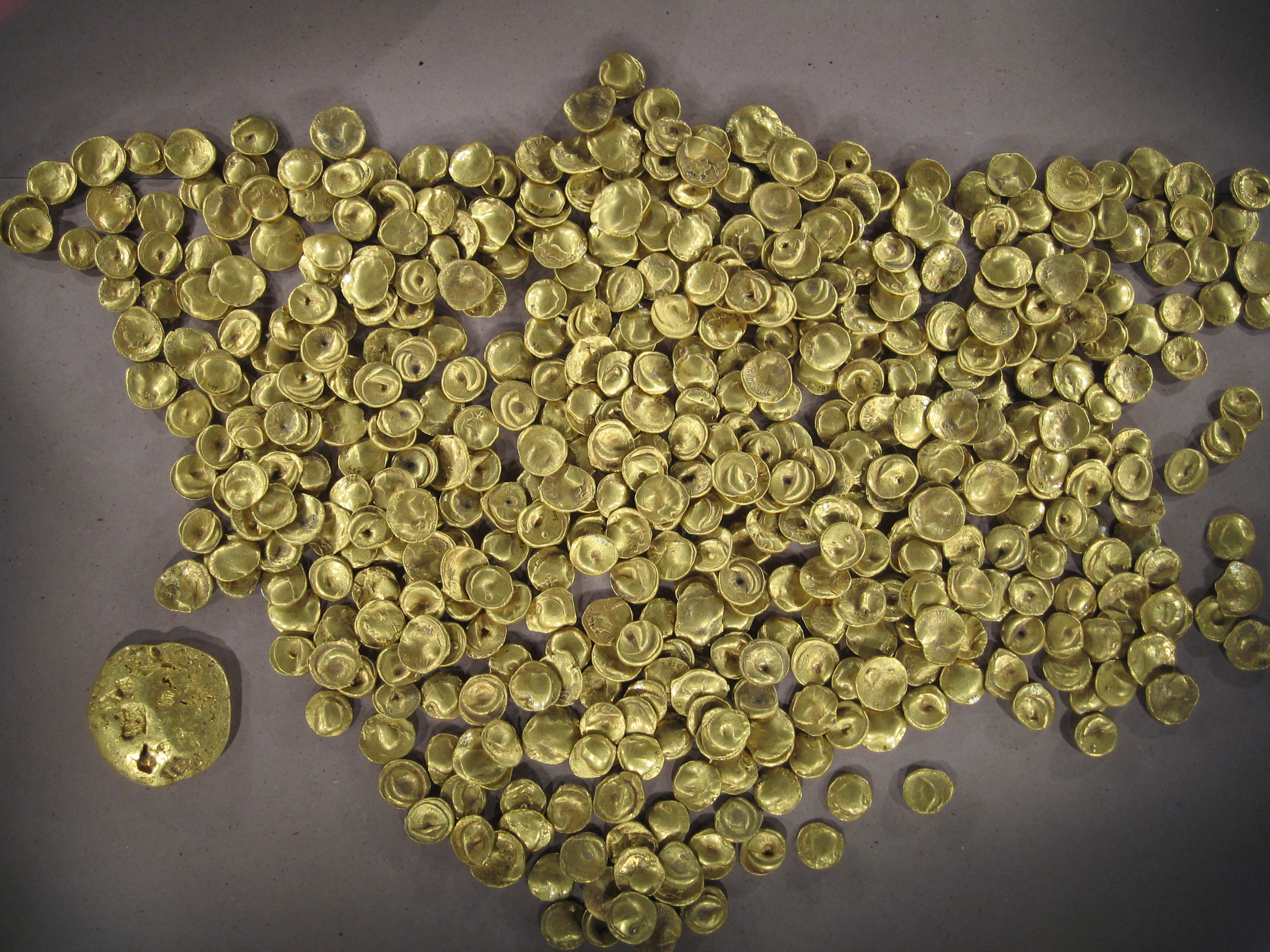
Pièces d'or découvertes à Manching.

La ville jouissait d'un artisanat du fer florissant, mais dont les produits répondaient essentiellement aux besoins locaux. Le minerai de fer était extrait dans la vallée du Danube et à Feilenmoos. On produisait entre autres des outils spécialisés, qui témoignent d'une activité artisanale intense. Manching produisait également des perles et des bracelets en verre, où dominait le bleu. La poterie, l'orfèvrerie et le tissage étaient également pratiqués à un niveau avancé.
Les fouilles ont mis au jour de l'ambre de la Baltique et des amphores de vin méditerranéennes, qui témoignent d'un commerce à l'échelle européenne. On a trouvé en outre des articles de vaisselle de luxe (Campana), des objets en bronze et des bijoux.
La ville disposait de sa propre monnaie pour le commerce local, consistant en petites pièces d'argent et en Büschelquinare (pièces d'argent représentant un cheval, dont la crinière, stylisée, rappelle la forme d'un épi, en allemand Büschel), ainsi qu'en monnaies de potin. Pour le commerce à longue distance, on utilisait des pièces en or et même, à partir du Ier siècle av. J.-C., une monnaie en argent. Les pièces d'or de Manching prennent la forme spécifique de petites coupelles tout à fait caractéristiques connues sous le nom de bols d'arc-en-ciel ou Regenbogenschüsselchen. Une fausse monnaie circulait également, remplaçant par exemple l'or par le bronze. Des pesettes (balances de précision pour les monnaies) servaient à les distinguer.

### Fortification
La première enceinte de l'oppidum, un murus Gallicus, fut érigée vers -150. On ignore au juste pourquoi elle fut construite, mais outre des raisons purement défensives, le prestige associé à un tel ouvrage n'a pas dû jouer un rôle négligeable. Cette fonction de prestige est bien apparente dans la monumentalité de la porte orientale de la ville. Le rempart fut renforcé d'un glacis de 9 m d'épaisseur à l'intérieur. Une seconde enceinte en palissade fut plantée en -104, et une troisième enceinte suivit un schéma similaire.
Avant la fondation de l'oppidum, le ruisseau d'Igelsbach traversait la cité jusqu'à une mare. Il fut détourné le long des remparts dans la Paar, formant ainsi un fossé au sud-ouest.
La porte orientale, qui est maintenant bien connue, a pu être reconstituée (tout au moins sur la partie sud de l'enceinte) et peut être visitée. C'est une porte en tenailles (dans laquelle on entre par une sorte de couloir à ciel ouvert flanqué de deux murs), dont l'aspect exact ne peut être entièrement déterminé. Elle fut détruite par le feu vers -80 ; les décombres ont été abandonnés sur place, ce qui montre que la rue qui y passait ne servait déjà plus.

### Recyclage
Les fouilles de l'« Altenfeld » indiquent un usage fréquent de métal de deuxième fonte. On ne sait comment ce besoin de recyclage se fit jour. Mais les vestiges datés de la dernière phase de peuplement, au Ier siècle av. J.-C., semblent montrer que le déclin de la ville était alors déjà engagé et que le recyclage de matières premières y était devenu indispensable.

### Inhumation
Les fouilles archéologiques ont mis au jour un grand nombre d'ossements, qui ont fait penser lors des premières fouilles que l'oppidum avait connu une fin violente. On soupçonne aujourd'hui plutôt une forme particulière de culte des morts, mais dont les rites ne peuvent être davantage précisés. On a souvent relevé les traces d'un rituel d'inhumation en deux étapes, qui consistait à prélever des parties partiellement décomposées de la dépouille des défunts (de préférence les os longs), pour les conserver (peut-être comme reliques) ou les entasser afin de former un ossuaire. D'une manière générale, le nombre de sépultures trouvées en Allemagne pour la période s'étendant du IVe au IIe siècle av. J.-C. est très faible en regard du nombre de sites correspondants. Seule une petite partie de la population devait donc être inhumée de cette manière : on peut donc espérer des méthodes actuelles de l'archéologie qu'elles permettent la découverte de nouvelles tombes.

## Nécropoles
Deux nécropoles peuvent être rattachées au site de l'oppidum : celle de Hundsrucken et celle de Steinbichel, qui furent ouvertes à la fin du IVe siècle av. J.-C. et dont les sépultures les plus récentes ont été datées du IIe siècle av. J.-C. La nécropole de Hundsrucken (22 tombes) se trouvait au nord-est à l'intérieur du mur d'enceinte (qui lui est postérieur), et dut vraisemblablement être abandonnée par suite de l'extension de la ville. La nécropole de Steinbichel (43 tombes) est sur l'autre rive de la Paar. Les tombes des deux nécropoles n'accueillaient que les classes supérieures de la société, ce que montrent le grand nombre des armes découvertes et le luxe des parures trouvées dans les tombes de femmes.

## Trouvailles intéressantes

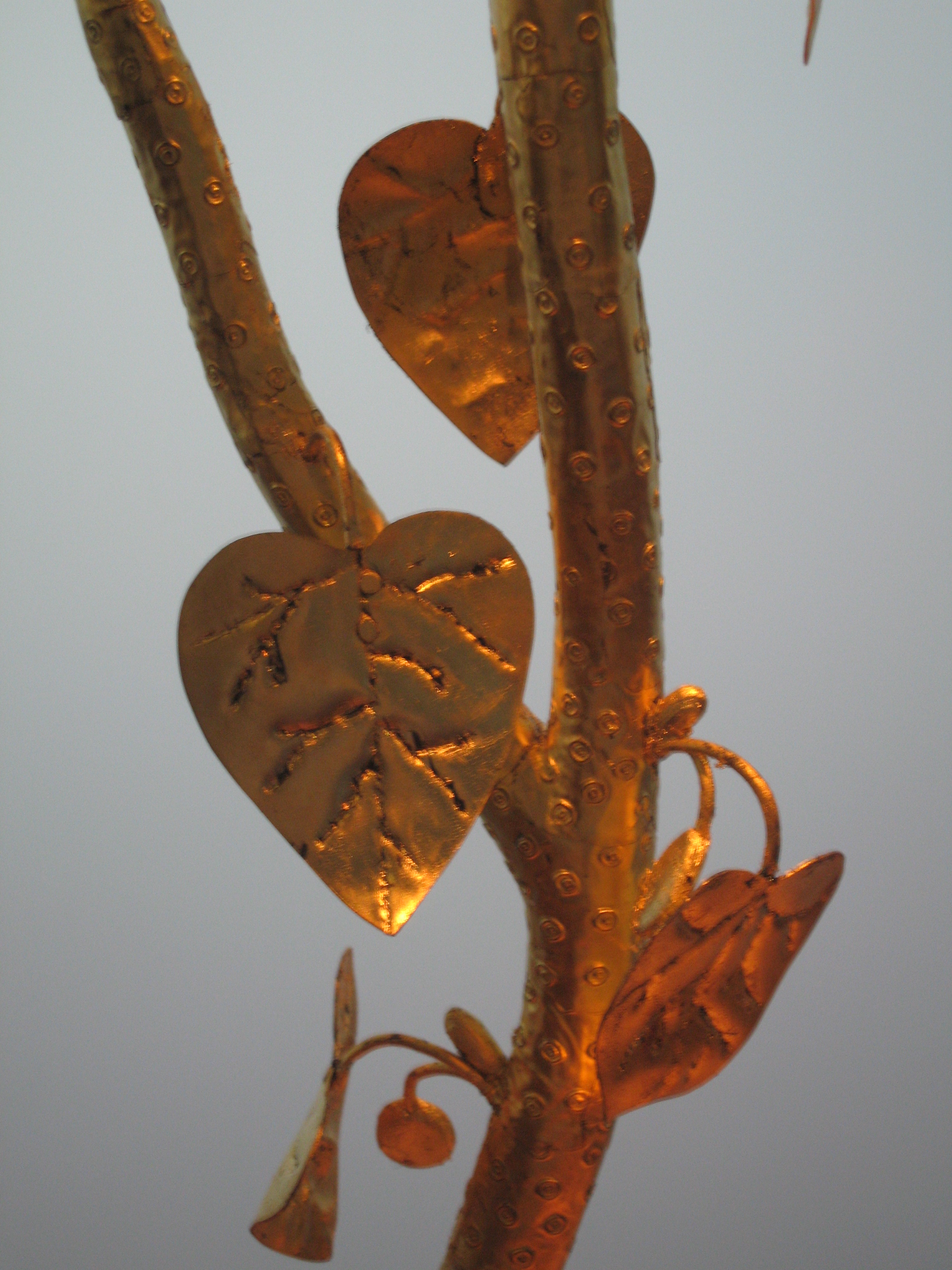
Reconstitution de l'arbre cultuel en or.

Parmi les nombreuses découvertes faites lors des fouilles, certaines ont connu une notoriété particulière. 
- Près du port, on a trouvé en 1999 un trésor de monnaies d'or. Il comprenait 483 statères en forme de coquille d'origine boïenne et une pépite d'or de 217 g. Trois anneaux de bronze laissent supposer qu'ils avaient été contenus autrefois dans un coffret en matériau organique.
- Lors des fouilles des faubourgs nord en 1984, fut découvert un arbre cultuel en or. Il s'agit d'un tronc recouvert d'une feuille d'or plaquée, portant une branche avec des feuilles de lierre en bronze, auquel ont été ajoutés des bourgeons et des glands dorés. Cet arbre cultuel, qui peut être daté du IIIe siècle av. J.-C., est interprété comme un surgeon de chêne entouré de lierre. Il était conservé dans un coffret en bois également recouvert d'une feuille d'or. Cet objet de culte qui évoque l’Arbre sacré, devait être employé lors de cérémonies religieuses ou de processions.
- Une statue de cheval du IIe siècle av. J.-C., interprétée comme un objet cultuel. Contrairement aux autres statuettes de cheval de cette époque, elle n'est pas en bronze, mais constituée de plaques de fer. On n'a malheureusement retrouvé que la tête (sans les oreilles) et des parties des pattes.

## La fin de l'oppidum
On a longtemps cru que la conquête romaine était la cause de la destruction de cet oppidum ; mais il paraît aujourd'hui improbable que la place forte ait été conquise ou rasée par les Romains. La migration des Cimbres et des Teutons vers -120 aurait pu, il est vrai, conduire à un conflit guerrier. Mais la décadence de Manching s'explique plus vraisemblablement par le bouleversement économique qui suivit la conquête de la Gaule par César. La baisse constante de la population provoqua la désertification de l'endroit et la ruine des remparts qui n'étaient plus en mesure d'être entretenus. De la florissante ville celte, il ne restait plus à l'arrivée des armées de Tibère en -15 que les ruines d'une imposante fortification.
Par la suite, les Romains édifièrent pratiquement sur le même emplacement un poste, mentionné comme Vallatum dans les itinéraires romains. Ils réemployèrent pour cela les blocs calcaires comme matière première, ce dont témoignent les vestiges d'anciens chaufours. Mais dès le Ier siècle de notre ère, les Romains préférèrent à Manching le bourg voisin d'Oberstimm pour y édifier leur castrum, ce qui montre que l'ancienne Manching avait déjà à cette époque perdu sa fonction de passage sur le Danube.

## Chronologie des fouilles

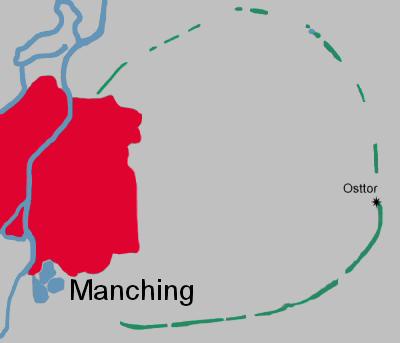
Emprise de l'oppidum de Manching (en vert) sur l'agglomération actuelle (en rouge).

Le principal mur d'enceinte de Manching, qui marqua longtemps de son vestige l'emplacement du site, suscitait déjà la curiosité sous l'Empire romain et servit pendant des siècles à démarquer la limite de la paroisse ou de l'évêché. C'est à un professeur du lycée local, Joseph Andreas Buchner (1776−1854), que l'on doit les premières descriptions du site ; ce dernier, en 1831, croyait avoit identifié la Vallatum romaine. L'archéologue Joseph Fink (1850−1929) entreprit les premières fouilles en 1892-93, mais ce n'est qu'en 1903, avec les études de Paul Reinecke, que l'enceinte de Manching fut proprement reconnue comme celle d'un oppidum celte.
Dans le cadre de la préparation à la guerre, la Luftwaffe construisit un aérodrome à Manching entre 1936 et 1938, détruisant ainsi une grande partie des vestiges sans même permettre aux chercheurs de faire des recherches préventives. La conduite des travaux ne permit d'ailleurs que peu de découvertes archéologiques. Karl-Heinz Wagner entreprit en 1938 le déblaiement de la partie nord-est de l'enceinte. Il découvrit que le talus reposait sur les vestiges d'un mur qu'il identifia comme un Murus Gallicus. La présence de l'aérodrome de la Luftwaffe fit de Manching la cible de plusieurs bombardements pendant la guerre, malmenant encore un peu plus le site.
Depuis 1955, les fouilles de Manching ont été poursuivies par la Commission germano-romaine de l'Institut Archéologique Allemand (DAI) et par le Service du Patrimoine de l'État de Bavière selon le plan suivant :
- 1955–1961 : le quartier central (« Altenfeld ») sous la direction de Werner Krämer ;
- 1962–1963 : la porte orientale sous la direction de Rolf Gensen ;
- 1965–1973 : le quartier central et les faubourgs sud, sous la direction de Franz Schubert ;
- 1984–1987 : les faubourgs nord, sous la direction de Ferdinand Maier

Jusqu'en 1987, pas moins de 12 hectares avaient été fouillés. À partir de 1996, Susanne Sievers mena plusieurs fouilles préventives (dans le secteur de l'« Altenfeld » en particulier). À la fin de 2002, 26 ha avaient ainsi pu être examinés, faisant de Manching l'oppidum le mieux connu d'Europe centrale. Mais toutes ces fouilles extensives ont également entraîné une destruction croissante de l'oppidum, une partie des recherches ayant été conduites comme fouilles préventives avant des travaux de construction de lotissements.

## Mise en valeur du patrimoine archéologique
Le patrimoine archéologique de l’oppidum de même que sa protohistoire, sous leurs nombreux aspects, sont mis en valeur au Musée celto-romain de Manching. Inauguré en 2006, l'un des rôles primaires de ce musée archéologique, à travers une part significative de son exposition permanente, dédiée à la civilisation celte, est de servir de pont entre la recherche archéologique exercée sur le site de l’oppidum et un public local comme international.